# Phytobia
Phytobia este un gen de muște din familia Agromyzidae.

## Specii[1]
- Phytobia allecta
- Phytobia alocomentula
- Phytobia amelanchieris
- Phytobia aucupariae
- Phytobia betulae
- Phytobia betulivora
- Phytobia bifida
- Phytobia bifistula
- Phytobia bohemica
- Phytobia brincki
- Phytobia californica
- Phytobia calyptrata
- Phytobia cambii
- Phytobia carbonaria
- Phytobia cerasiferae
- Phytobia clypeolata
- Phytobia colorata
- Phytobia confessa
- Phytobia correntosana
- Phytobia coylesi
- Phytobia diversata
- Phytobia ecuadorensis
- Phytobia errans
- Phytobia fausta
- Phytobia flavohumeralis
- Phytobia flavosquamata
- Phytobia frutescens
- Phytobia furcata
- Phytobia fusca
- Phytobia gigas
- Phytobia grandissima
- Phytobia guatemalensis
- Phytobia harai
- Phytobia hirticula
- Phytobia incerta
- Phytobia indecora
- Phytobia insulana
- Phytobia inusitata
- Phytobia ipeii
- Phytobia iraeos
- Phytobia iridis
- Phytobia kallima
- Phytobia kuhlmanni
- Phytobia lanei
- Phytobia lateralis
- Phytobia liepae
- Phytobia lineata
- Phytobia longipes
- Phytobia lunulata
- Phytobia luzonensis
- Phytobia maai
- Phytobia macalpinei
- Phytobia magna
- Phytobia malabarensis
- Phytobia mallochi
- Phytobia manifesta
- Phytobia matura
- Phytobia mentula
- Phytobia millarae
- Phytobia monsonensis
- Phytobia morio
- Phytobia nigeriensis
- Phytobia nigrita
- Phytobia optabilis
- Phytobia pallida
- Phytobia pansa
- Phytobia peruensis
- Phytobia pipinna
- Phytobia powelli
- Phytobia prolata
- Phytobia propincua
- Phytobia pruinosa
- Phytobia pruni
- Phytobia prunivora
- Phytobia pseudobetulivora
- Phytobia rabelloi
- Phytobia ruandensis
- Phytobia sasakawai
- Phytobia semibifurcata
- Phytobia seticopia
- Phytobia setitibialis
- Phytobia setosa
- Phytobia shizukoae
- Phytobia spinulosa
- Phytobia subdiversata
- Phytobia terminalis
- Phytobia triplicis
- Phytobia unica
- Phytobia waltoni
- Phytobia vanduzeei
- Phytobia vilkamaai
- Phytobia vindhyaensis
- Phytobia xanthophora
- Phytobia yalomensis